# Zamarada flexura
Zamarada flexura är en fjärilsart som beskrevs av Fletcher 1974. Zamarada flexura ingår i släktet Zamarada och familjen mätare. Inga underarter finns listade i Catalogue of Life.